# Роза (Одесская область)
Роза (укр. Роза) — село, относится к Тарутинскому району Одесской области Украины.
Население по переписи 2001 года составляло 90 человек. Почтовый индекс — 68545. Телефонный код — 4847. Занимает площадь 0,3 км². Код КОАТУУ — 5124786603.

## Местный совет
68545, Одесская обл., Тарутинский р-н, с. Перемога, ул. Советская, 2